# History Today
History Today è una rivista mensile illustrata, fondata a Londra e pubblicata ininterrottamente dal 1951. Disponibile sia in formato a stampa che elettronico, presenta articoli autorevoli della narrativa storica tradizionale, la ricerca accademica e la storiografia, relativi a tutte le epoche e a tutte le aree aree geografiche, rivolgendosi ad un pubblico il più possibile vasto e non esclusivamente specialistico. L'attuale editore è Andy Patterson.

Nel sito historytoday.com è consultabile l'archivio completo dei numeri pubblicati a partire dal 1980.

## Storia
Fu fondata da Peter Quennell (1951–79), Alan Hodge (1951–79) e da Brendan Bracke, ministro della propaganda durante la Seconda Guerra Mondiale, assistente di Sir Winston Churchill e direttore del Financial Times, dal quale la rivista si rese indipendente soltanto nel 1980.
Nel 1995 fu data alle stampe anche una raccolta di 4.500 voci intitolata The History Today Companion to British history L'ultimo numero cartaceo di History Today uscì ad aprile del 2012, dopodiché fu lanciata l'edizione online, oltre a History Review, una pubblicazione triennale, rivolta a studenti di storia del sesto livello, corrispondente agli ultimi tre anni del ciclo di istruzione secondaria. Quest'ultima è allineata con la programmazione scolastica e con i curricula universitari degli atenei del Regno Unito.

## Collaboratori
History Today in genere commissiona i suoi articoli direttamente ad autori e storici accademici, sebbene accetti di pubblicare articoli non richiesti anche da storici freelance e autori terzi, purché se il contenuto sia considerato autorevole, di grande interesse o di tenore accademico.

## Premi
A partire dal 1997, The Longman History Today Charitable Trust organizza una premio annuale per coloro che hanno diffuso la conoscenza e l'interesse per gli studi storici. I premi sono per il libro dell'anno, il ricercatore di immagini storiche dell'anno, la miglior tesi di laurea (istituito dal 2003) e il Trustees' Award per l'individuo o un'organizzazione che ha dato il contributo più significativo alla conoscenza storica.